# Jutta von Thüringen (1184–1235)
Jutta von Thüringen (* 1184; † 6. August 1235 in Schleusingen) war die älteste Tochter des Landgrafen von Thüringen Hermann I. und Sophias von Sommerschenburg.
Sie wurde vor 1197 mit dem Wettiner Markgrafen Dietrich dem Bedrängten verheiratet, nachdem bereits ihre Cousine Jutta, Tochter Ludwigs III., mit dem Wettiner Dietrich von Groitzsch und Sommerschenburg (Cousin Dietrichs des Bedrängten) verheiratet worden war. 
Nach dem Tod ihres Gemahls 1221 übernahm ihr Bruder Ludwig IV., Landgraf von Thüringen, zunächst mit ihr zusammen, die vormundschaftliche Verwaltung Meißens für ihren erst fünfjährigen Sohn Heinrich III. Ludwig IV. erreichte bei Kaiser Friedrich II. auch seine Eventualbelehnung mit der Markgrafschaft Meißen. 1223 heiratete Jutta, von ihrem Bruder aus der Regentschaft gedrängt, den Grafen Poppo VII. von Henneberg.
Jutta von Thüringen starb am 6. August 1235 in Schleusingen. Ihr Sohn Hermann I. erbte nach dem Tod Heinrich Raspes IV. unter anderem Schmalkalden und unterstützte seinen Halbbruder Heinrich III. im Thüringisch-Hessischen-Erbfolgekrieg. Ihre Enkelin Jutta von Brandenburg erlangte nach dem Tod ihres Gemahls Heinrich VIII. von Henneberg-Schleusingen als Jutta von Henneberg 1347 die Regentschaft über die Pflege Coburg.

## Nachkommen
Nachkommen aus ihrer Ehe mit Dietrich von Meißen:
1. Hedwig († 1249) ⚭ Dietrich IV. von Kleve (* 1185; † 1260)
2. Otto († vor 1215)
3. Sophia († 1280) ⚭ Graf Heinrich von Henneberg-Schleusingen († 1262)
4. Jutta
5. Heinrich der Erlauchte (* um 1215; † 1288), Markgraf von Meißen

Nachkommen aus ihrer Ehe mit Poppo VII. von Henneberg:
- Hermann I. von Henneberg (* 1224; † 1290)